# アメリカ陸軍参謀総長
アメリカ合衆国陸軍参謀総長（アメリカりくぐんさんぼうそうちょう、英: Chief of Staff of the United States Army）は、アメリカ陸軍における最高位の軍人で、陸軍の軍備を整え、戦時への即応性を維持する責任を負う。他の軍種の参謀総長等と同じく、作戦上の指揮権限を有しない。統合参謀本部の一員でもあり、大統領及び及び国防長官の軍事顧問である。
現在の陸軍参謀総長は、第41代参謀総長のランディ・ジョージ陸軍大将。前任の第40代参謀総長のジェイムス・C・マコンビル陸軍大将が2023年8月4日に退任した後は、後任の承認を上院共和党議員が阻止しているため空席となり、ランディ・ジョージ副参謀総長が参謀総長代行をしていた。同年9月21日、アメリカ議会上院が陸軍参謀総長にランディ・ジョージ副参謀総長を充てる人事を承認し、トップ不在が解消された。

## 歴史
1903年、陸軍参謀本部が創設された事により正式に設けられた。それ以前の陸軍軍人の最高職位の呼称は、アメリカ合衆国陸軍長官の直属たるアメリカ陸軍総司令官であった。例えば、南北戦争でユリシーズ・グラントが総司令官になったとき、前任者ヘンリー・ハレックは参謀総長の地位に「降格」されている。議会は第一次世界大戦参戦後に3人の陸軍少将を大将に昇進させたが、大戦後は大将昇進を認めなかったので、この3人の後は陸軍少将が参謀総長となった。しかしチャールズ・ペロット・サマーオールの在任中、大将職の海軍作戦部長と同格にするため、参謀総長も大将職とされた。なお、議会が1939年8月に軍司令官（4人）を中将職とするまで、アメリカ陸軍に中将はいなかった。

## 歴代陸軍参謀総長一覧
| 代   | 画像            | 氏名                                         | 階級            | 在任期間                        |
| ---- | --------------- | -------------------------------------------- | --------------- | ------------------------------- |
| 1    |                 | サミュエル・ボールドウィン・マークス・ヤング | 陸軍中将        | 1903年8月15日 - 1904年1月8日    |
| 2    |                 | アドナ・チャーフィー                         | 陸軍中将        | 1904年8月19日 - 1906年1月14日   |
| 3    |                 | ジョン・C・ベイツ                            | 陸軍中将        | 1906年1月15日 - 1906年4月13日   |
| 4    |                 | J・フランクリン・ベル                        | 陸軍少将        | 1906年4月14日 - 1910年4月21日   |
| 5    |                 | レオナルド・ウッド                           | 陸軍少将        | 1910年4月22日 - 1914年4月21日   |
| 6    |                 | ウィリアム・ウォザースプーン                 | 陸軍少将        | 1914年4月22日 - 1914年11月16日  |
| 7    |                 | ヒュー・L・スコット                          | 陸軍少将        | 1914年11月17日 - 1917年9月22日  |
| 8    |                 | タスカー・H・ブリス                          | 陸軍大将        | 1917年9月22日 - 1918年5月19日   |
| 9    |                 | ペイトン・C・マーチ                          | 陸軍大将        | 1918年5月20日 - 1921年6月30日   |
| 10   |                 | ジョン・パーシング                           | 合衆国 総軍元帥 | 1921年7月1日 - 1924年9月13日    |
| 11   |                 | ジョン・L・ハインズ                          | 陸軍少将        | 1924年9月14日 - 1926年11月20日  |
| 12   |                 | チャールズ・ペロット・サマーオール           | 陸軍大将        | 1926年11月21日 - 1930年11月20日 |
| 13   |                 | ダグラス・マッカーサー                       | 陸軍大将        | 1930年11月21日 - 1935年10月1日  |
| 14   |                 | マリン・クレイグ                             | 陸軍大将        | 1935年10月2日 - 1939年8月31日   |
| 15   |                 | ジョージ・マーシャル                         | 陸軍元帥        | 1939年9月1日 - 1945年11月18日   |
| 16   |                 | ドワイト・D・アイゼンハワー                  | 陸軍元帥        | 1945年11月19日 - 1948年2月6日   |
| 17   |                 | オマー・ブラッドレー                         | 陸軍大将        | 1948年2月7日 - 1949年8月15日    |
| 18   |                 | ジョーゼフ・ロートン・コリンズ               | 陸軍大将        | 1949年8月16日 - 1953年8月14日   |
| 19   |                 | マシュー・リッジウェイ                       | 陸軍大将        | 1953年8月15日 - 1955年6月29日   |
| 20   |                 | マクスウェル・D・テイラー                    | 陸軍大将        | 1955年6月30日 - 1959年6月30日   |
| 21   |                 | ライマン・L・レムニッツァー                  | 陸軍大将        | 1959年7月1日 - 1960年9月30日    |
| 22   |                 | ジョージ・H・デッカー                        | 陸軍大将        | 1960年10月1日 - 1962年9月30日   |
| 23   |                 | アール・G・ウィーラー                        | 陸軍大将        | 1962年10月1日 - 1964年7月2日    |
| 24   |                 | ハロルド・ケイス・ジョンソン                 | 陸軍大将        | 1964年7月3日 - 1968年7月2日     |
| 25   |                 | ウィリアム・ウェストモーランド               | 陸軍大将        | 1968年7月3日 - 1972年6月30日    |
| 代行 |                 | ブルース・パーマー・ジュニア                 | 陸軍大将        | 1972年7月1日 - 1972年10月11日   |
| 26   |                 | クレイトン・エイブラムス                     | 陸軍大将        | 1972年10月12日 - 1974年9月4日   |
| 27   |                 | フレデリック・ウェイアンド                   | 陸軍大将        | 1974年10月3日 - 1976年9月30日   |
| 28   |                 | バーナード・W・ロジャース                    | 陸軍大将        | 1976年10月1日 - 1979年6月21日   |
| 29   |                 | エドワード・C・メイヤー                      | 陸軍大将        | 1979年6月22日 - 1983年6月21日   |
| 30   |                 | ジョン・A・ウィッカム・ジュニア              | 陸軍大将        | 1983年7月23日 - 1987年6月23日   |
| 31   |                 | カール・E・ヴオノ                            | 陸軍大将        | 1987年6月23日 - 1991年6月21日   |
| 32   |                 | ゴードン・R・サリヴァン                      | 陸軍大将        | 1991年6月21日 - 1995年6月20日   |
| 33   |                 | デニス・J・ライマー                          | 陸軍大将        | 1995年6月20日 - 1999年6月21日   |
| 34   |                 | エリック・シンセキ                           | 陸軍大将        | 1999年6月21日 - 2003年6月11日   |
| 35   |                 | ピーター・J・シューメイカー                  | 陸軍大将        | 2003年8月1日 - 2007年4月10日    |
| 36   |                 | ジョージ・ケイシー・ジュニア                 | 陸軍大将        | 2007年4月10日 - 2011年4月11日   |
| 37   |                 | マーティン・デンプシー                       | 陸軍大将        | 2011年4月11日 - 2011年9月7日    |
| 38   |                 | レイモンド・オディエルノ                     | 陸軍大将        | 2011年9月7日 - 2015年8月14日    |
| 39   |                 | マーク・A・ミリー                            | 陸軍大将        | 2015年8月14日 - 2019年8月9日    |
| 40   |                 | ジェイムス・C・マッコンビル                  | 陸軍大将        | 2019年8月9日 - 2023年8月4日     |
| -    |                 | ランディ・ジョージ                           | 陸軍大将        | 2023年8月4日 - 2023年9月21日    |
| 41   | 2023年9月21日 - | ランディ・ジョージ                           | 陸軍大将        |                                 |